# Obihiro
Obihiro (Japans: 帯広市, Obihiro-shi) is een stad in de subprefectuur Tokachi in Hokkai-dō in Japan.

## Partnersteden
- Seward, Alaska, Verenigde Staten - (sinds 1968)
- Chaoyang, Liaoning, China - (sinds 2000)
- Madison, Wisconsin, Verenigde Staten - (sinds 2006)

## Sport
De stad is bekend vanwege enkele sportevenementen. De Rally van Japan, deel van het World Rally Championship wordt in de buurt van Obihiro gereden. Ook worden er Banei-paardenraces gereden. Daarnaast heeft Obihiro een ijsbaan waar onder meer het WK sprint 2010 en het WK junioren 2012 verreden zijn. In november 2023 vonden hier de wereldkampioenschappen schaatsen plaats. 

## Geboren
- Eriko Ishino (1985), schaatsster
- Kinya Matsuura (1938), componist
- Hiroyasu Shimizu 1974), schaatser